# Вітал Гейнен
Вітал Гейнен (нід. Vital Heynen; нар. 12 червня 1969, Маасейк) — бельгійський волейбольний тренер, колишній волейболіст. Під його керівництвом чоловіча збірна Польщі стала чемпіоном світу 2018.

## Життєпис

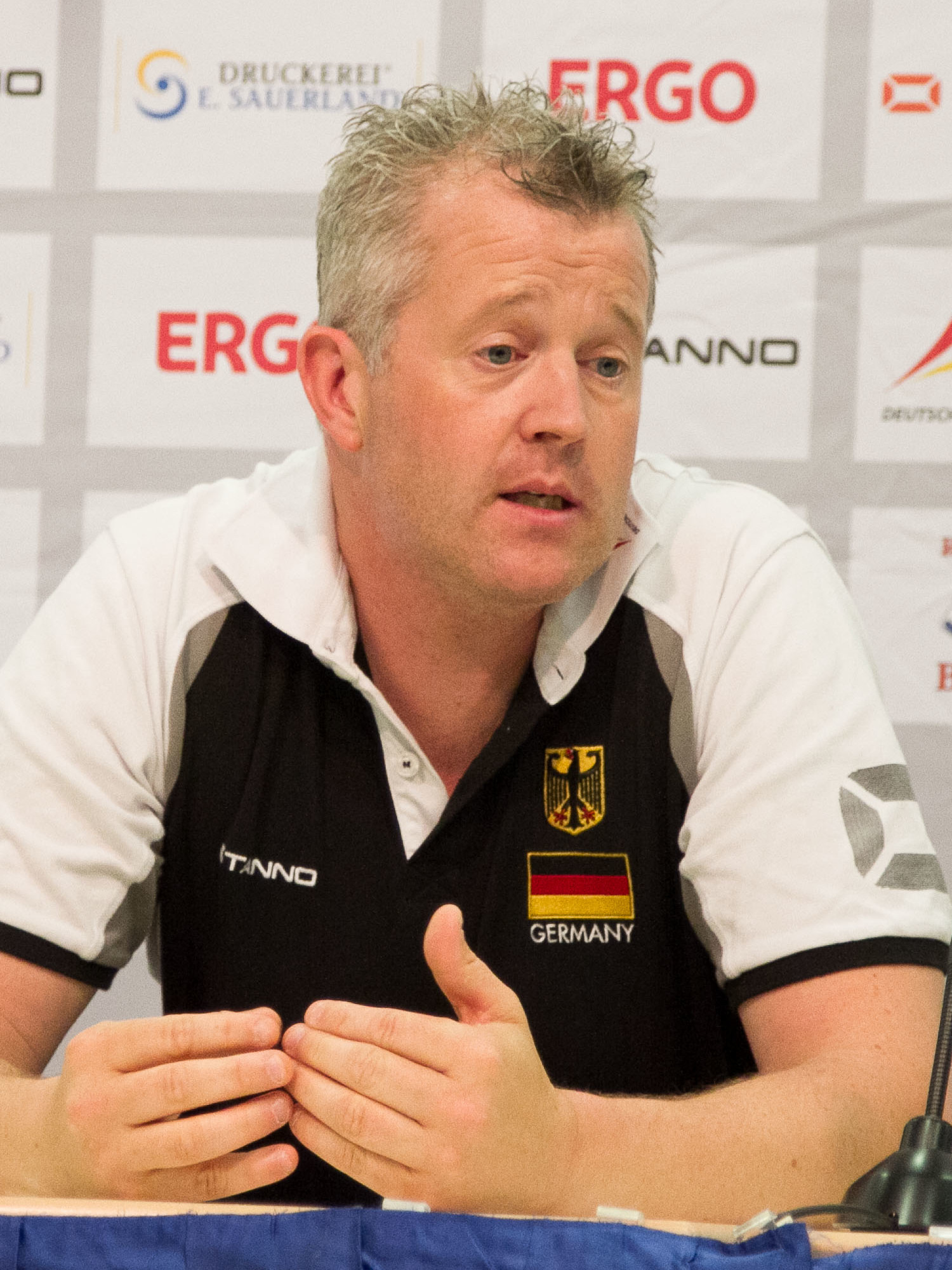
У 2014 році

Народжений 12 червня 1969 року в Маасейку.
Грав за клуби «Ноліко» (Маасейк, 1985—1987, 1988—2005), «Ейсден» (Маасмехелен, 1987—1988).
У лютому 2017 підігрів інтерес до матчів «Фрідріхсгафена», тренерський штаб якого очолював, з казанським «Зенітом», пообіцявши купити по пляшці пива кожному вболівальнику за кожен виграний сет. У результаті німці програли 1:3 вдома і «всуху» поступилися в Казані. Після першого матчу купив 2 500 пляшок (одна коштувала близько євро). Після другого матчу, зокрема, сказав, що, може, добре, що «Зеніт» виграв другий сет 40:38, бо принаймні дружина не буде сердитися.
Від 2019 до квітня 2021 очолював італійський ВК «Сер Сейфти Умбрія Воллей» з Перуджі, в якій під його керівництвом грали, зокрема, Олег Плотницький, Вільфредо Леон, Мацей Музай.
Працював головним тренером чоловічих збірних Німеччини, Бельгії, Польщі (покинув команду після завершення Євро 2021).

### Досягнення

#### Тренер
Клубні
Зі збірними
- Чемпіон світу 2018 (зі збірною Польщі)
- Бронзовий призер чемпіонату світу 2014 (зі збірною Німеччини)